# Paola Concia
Anna Paola Concia (Avezzano, 4 de julho de 1963) é uma política italiana e ativista dos direitos dos homossexuais. Foi deputada na XVI Legislatura da República Italiana, entre 2008 e 2012.

## Vida pessoal e formação acadêmica
Nasceu em Avezzano, em 4 de julho de 1963, e se formou em ciências do esporte no Istituto Superiore di Educazione Fisica de L'Aquila (ISEF). Após sua graduação, trabalhou como instrutora de educação física e tênis.
Se envolveu, pela primeira vez, com a política enquanto estava no ISEF e, inicialmente, era membro do Partido Comunista Italiano (PCI).
Mudou-se para Roma, em 1992, após a morte de sua mãe e o colapso de seu casamento.
Depois de se assumir publicamente, em 2000, está comprometida com os direitos civis de lésbicas, gays, bissexuais e transgêneros.

### União civil
Em 5 de agosto de 2011, firmou uma união civil com sua companheira, a criminologista alemã Ricarda Trautmann, em Frankfurt. A cerimônia aconteceu com a presença de amigos e familiares. A união civil da única parlamentar italiana abertamente homossexual foi definida pela imprensa italiana como "casamento" e suscitou alguma controvérsia política. Após a união, Ricarda Trautmann assumiu o sobrenome "della Concia".
Em outubro de 2012, o casal interpôs recurso no Tribunal Civil de Roma para pedir que a união fosse formalmente reconhecida também na Itália. Entretanto, o pedido foi rejeitado pelo Tribunal e Concia anunciou um recurso para o Tribunal Europeu dos Direitos Humanos (TEDH).

## Carreira política

### Anos iniciais

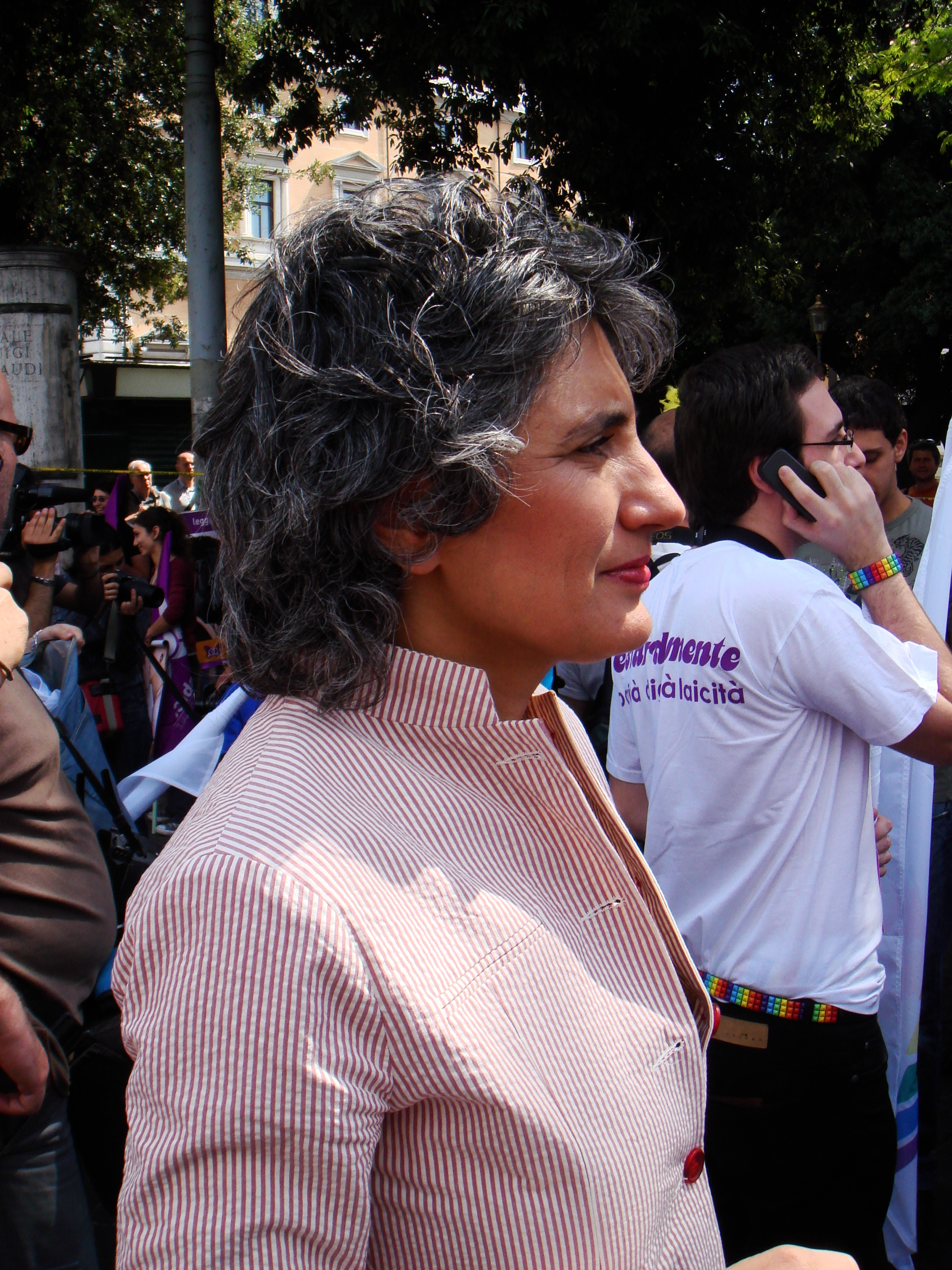
Na Parada do Orgulho LGBT de 2008, em Roma.

Em 1998, foi uma das fundadoras da associação Emily na Itália, que apoia o envolvimento das mulheres na política.
Trabalhou como assistente parlamentar antes de trabalhar como consultora de Anna Finocchiaro, ministra da Igualdade de oportunidades (1996–1998). A partir de 1998, foi assistente de Giovanna Melandri após sua promoção a ministra do Patrimônio e Atividades Culturais (1998–2001). Após as eleições legislativas de 2001, deixou a política para seguir seu trabalho no tênis, mas permaneceu apenas um ano.

### Porta voz do partido
Foi nomeada porta-voz do Partido Democrata (PD) sobre homossexualidade e usou sua posição dentro do partido para se tornar uma ativista proeminente pela igualdade de direitos.

### Câmara dos Deputados

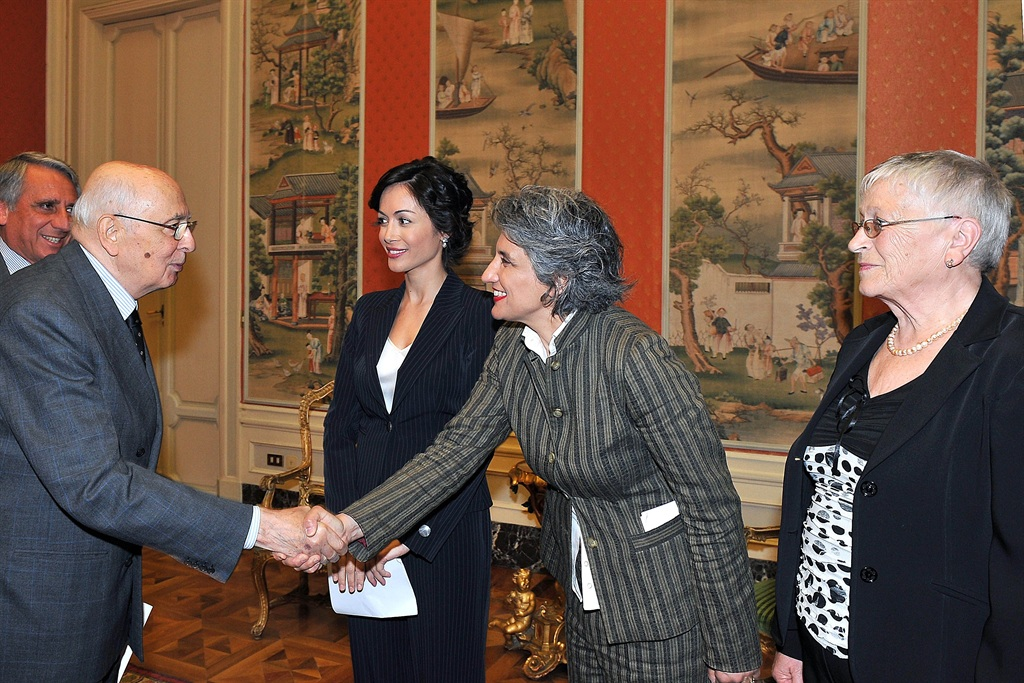
Com o presidente da República, Giorgio Napolitano, no Palácio do Quirinal, por ocasião do "Dia Mundial Contra a Homofobia e Transfobia", em 2010, na presença da ministra da Igualdade de Oportunidades, Mara Carfagna.

Foi eleita pela primeira vez para a Câmara dos Deputados nas eleições legislativas de 2008.
Foi nomeada para o PD na região da Apúlia, suscitando algumas críticas. Foi a única lésbica declarada no Parlamento durante esta legislatura.
Em 23 de junho de 2009, participou com o também parlamentar do PD, Jean-Léonard Touadi, de uma campanha da Associação Italiana de Lazer e Cultura (ARCI, em italiano: Associazione di promozione sociale) contra a discriminação e o racismo. O slogan da campanha era "Você nos chama de negro sujo e lésbica imunda. Mas você se ofende se te chamam de máfia italiana" (em italiano: "Ci chiami sporco negro e lesbica schifosa. Ma ti offendi se ti chiamano italiano mafioso").
Em 2 de outubro de 2009, seu texto composto por um único artigo foi aprovado pela Comissão de Justiça da Câmara dos Deputados. O texto, que, dentre as circunstâncias agravantes comuns previstas no artigo 61 do Código penal (da Itália), acrescenta aquela inerente à orientação sexual. Este texto foi cancelado, em 13 de outubro, pela maioria do governo após uma moção preliminar levantada pelo partido União dos Democratas-Cristãos e de Centro (UDC).
Em maio de 2011, apresentou uma nova versão do projeto de lei que prevê agravante para crimes homofóbicos. Apesar do apoio da ministra da Igualdade de Oportunidades, Mara Carfagna, que também colaborou no texto, a Comissão novamente recusou a proposta. Na sequência desta recusa, renunciou ao cargo de titular do texto da lei.

### Senado
Nas eleições legislativas de 2013, foi candidata pela região de Abruzos ao Senado, mesmo sendo a terceira na lista do PD atrás de Stefania Pezzopane e Franco Marini, não foi eleita.

### Após a candidatura ao Senado
Em seguida, mudou-se para Frankfurt, na Alemanha, onde trabalhou como consultora da Câmara de Comércio Italiana para a Alemanha (ITKAM), lidando com desenvolvimento de negócios e promoção de empresas italianas no exterior.
Em setembro de 2015, passou a integrar o Conselho de administração da Firenze Fiera, indicado pela Câmara de Comércio de Florença.
Na primavera de 2016, apresentou uma candidatura ao PD para as eleições municipais, em Roma. Obteve 2 282 votos, sem ser eleita.

### Vereadora de Florença
Em fevereiro de 2017, foi nomeada vereadora do município de Florença, pelo prefeito Dario Nardella, sucedendo Nicoletta Mantovani. Foi responsável pela cooperação e relações internacionais, feiras, conferências, marketing territorial, atração de investimentos e turismo. Em julho de 2018, foi substituída pelo prefeito.